# 刘利华
刘利华（1957年12月—），河北故城人，中华人民共和国政府官员。

## 生平
1976年10月加入中国共产党。北京邮电学院（现北京邮电大学）毕业，工学硕士，高级工程师。历任北京邮电学院教师；国务院办公厅处长；深圳市人民政府副秘书长；国家无线电管理委员会办公室负责人、党委书记，信息产业部无线电管理局局长、部办公厅主任，工业和信息化部办公厅主任等职。2011年2月升任工业和信息化部副部长。2018年1月，当选第十三届全国政协委员。